# Brachyscome linearis
Brachyscome linearis là một loài thực vật có hoa trong họ Cúc. Loài này được (Petrie) Druce mô tả khoa học đầu tiên năm 1917.